# Morti nel 1002
| Questa pagina contiene informazioni ricavate automaticamente dalle voci biografiche con l'ausilio del template Bio e di un bot. L'aggiornamento è periodico e automatico e ricostruisce completamente la pagina. Se manca una persona in questa lista, sei pregato di non aggiungerla, ma accertati piuttosto che la sua voce biografica contenga il template Bio e che i dati anagrafici siano correttamente compilati. Se il template Bio manca, inseriscilo tu stesso o, in alternativa, metti l'avviso {{tmp\|Bio}} che ne segnala la mancanza. Se i dati riportati sono sbagliati, correggi direttamente la voce biografica; le modifiche saranno visibili in questa lista entro pochi giorni. Per chiarimenti vedi il progetto biografie. La lista contiene solo le 12 persone che sono citate nell'enciclopedia e per le quali è stato implementato correttamente il template Bio. Pagina aggiornata al 10 giu 2025. |

- 23 gennaio - Ottone III di Sassonia, re (n. 980)
- 23 aprile - Æscwig di Dorchester, vescovo cattolico inglese
- 30 aprile - Eccardo I di Meißen, nobile tedesco (n. 932)
- 5 giugno - Podio, vescovo italiano
- 12 luglio - Giovanni l'Iberico, monaco cristiano georgiano
- 11 agosto - Almanzor
- 15 ottobre - Enrico I di Borgogna, duca
- 13 novembre - Grunilde, principessa norrena
- Adalberto I di Milano, nobile italiano
- Ælfgifu di York, nobile e regina anglosassone
- Rogneda di Polack, principessa russa (n. 962)
- Ibn Jinnī, grammatico arabo (n. 920)